# Newton County (Missouri)
Newton County is een county in de Amerikaanse staat Missouri.
De county heeft een landoppervlakte van 1.622 km² en telt 52.636 inwoners (volkstelling 2000). De hoofdplaats is Neosho.

## Bevolkingsontwikkeling

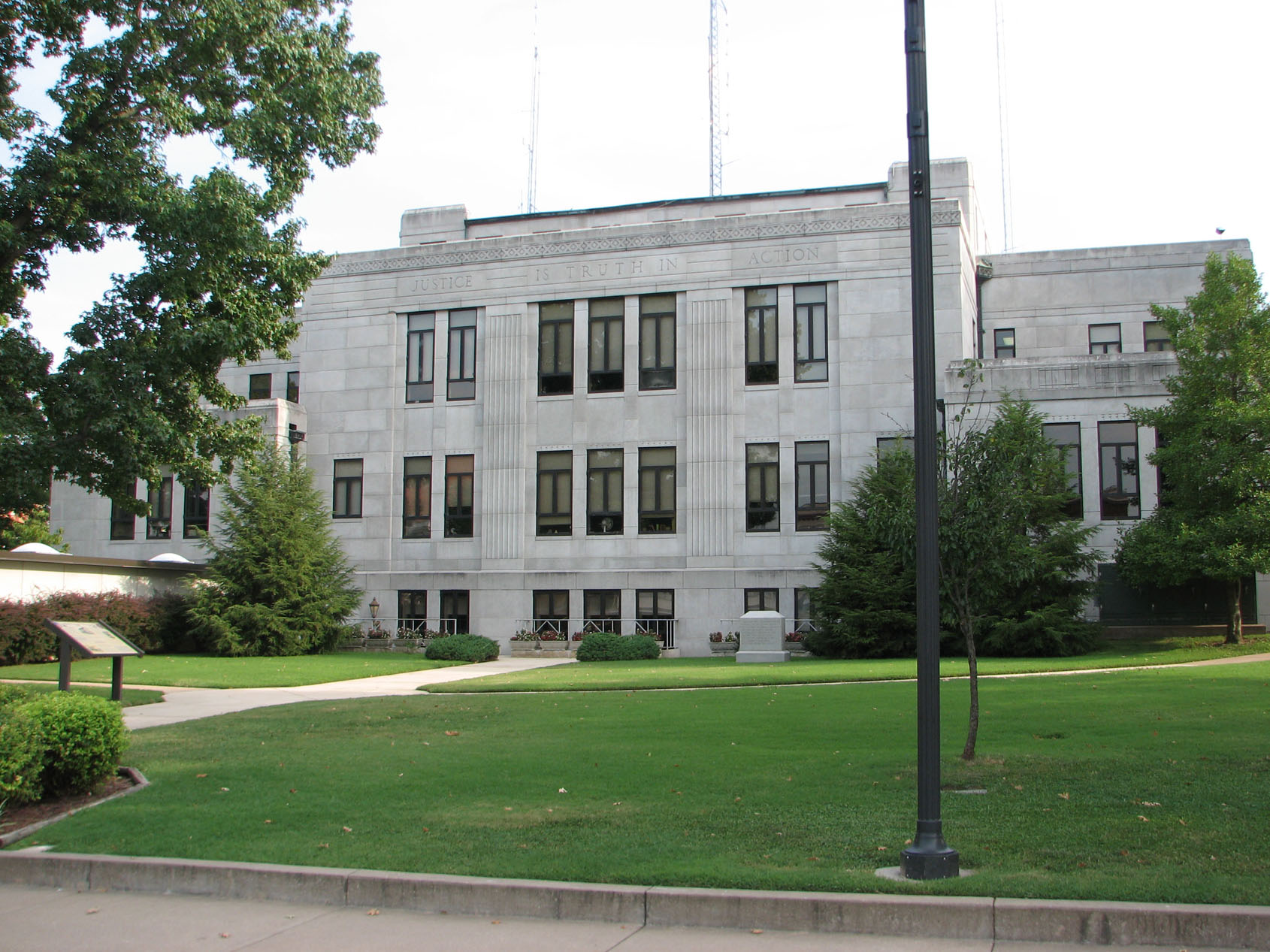
Newton County Courthouse